# Война семей (телесериал)
«Война́ семе́й» — российский комедийный телесериал. Производством сериала занималась компания Yellow, Black and White.

## История создания
«Война семей» — это первый проект ТНТ, сделанный в сотрудничестве с продюсерами телеканала «Супер!». Ещё одним продюсером сериала стал Клим Шипенко — режиссёр фильма «Холоп», — самой кассовой комедии в истории российского кинопроката. Съёмки первого сезона сериала проходили с июля по октябрь 2019 года.
Онлайн-премьера первого сезона сериала прошла с 10 февраля по 29 февраля 2020 года на онлайн-сервисе PREMIER. Показ первого сезона сериала на ТНТ проходил с 17 февраля по 4 марта 2020 года. Повторный показ первого сезона сериала шёл с 10 марта по 2 апреля 2020 года на телеканале Супер.
Сериал был продлён на второй сезон, съёмки которого стартовали в июле и проходили до сентября 2020 года. Премьера состоялась 26 февраля 2021 года на платформе START. Изначально телевизионная премьера второго сезона на ТНТ была запланирована на 11 апреля 2022 года, но была перенесена и в итоге премьерный показ проходил с 25 июля по 4 августа 2022 года.

## Сюжет
Миша и Дима дружат более сорока лет. За это время они основали общий бизнес, обзавелись семьями и построили два дома на общем участке. Казалось бы, ничего не сможет разрушить крепкую мужскую дружбу полувековой выдержки. Но однажды во время общего семейного праздника вскрылись тайны, мгновенно превратившие лучших друзей в злейших врагов.
Во втором сезоне семейству Мамонтовых и Ремнёвых вновь предстоит пережить не один удар судьбы. После развода с Таней Миша живёт с подругой своей дочери, отношения Димы и Лены тоже терпят не лучшие времена, а взгляды Арины и Вадима на супружескую жизнь оказываются слишком разными.

## Роли

### В главных ролях
| Актёр                 | Роль |
| --------------------- | --- |
| Александр Робак       | Михаил Борисович Ремнёв (Миша) хозяин мебельной фирмы «M&D», лучший друг Димы                                     |
| Егор Бероев           | Дмитрий Мамонтов (Дима) хозяин мебельной фирмы «M&D», лучший друг Миши                                            |
| Ольга Медынич         | Дарья Мамонтова (Даша) подруга Тани, мать Арины, бывшая жена Димы, любовница Димы (2 сезон), дизайнер фирмы «M&D» |
| Светлана Колпакова    | Татьяна Ремнёва (Таня) мать Лены и приёмная мать Вадима, жена/бывшая жена Миши                                    |
| Джемал Тетруашвили    | Ираклий ухажёр Даши, грузин по национальности                                                                     |
| Арина Постникова      | Елена Михайловна Ремнёва (Лена) дочь Миши и Тани, девушка Димы                                                    |
| Арам Вардеванян       | Вадим Михайлович Ремнёв приёмный сын Тани, родной сын Миши и Марии, жених/муж Арины, приёмный брат Андрея         |
| Пелагея Невзорова     | Арина Дмитриевна Ремнёва (Мамонтова) дочь Димы и Даши, невеста/жена Вадима                                        |
| Александра Флоринская | Мария Алексеевна родная мать Вадима и приёмная мать Андрея                                                        |
| Ангелина Стречина     | Стася (2 сезон) подруга Лены, девушка/бывшая девушка Миши                                                         |
| Григорий Верник       | Андрей (2 сезон) приёмный сын Марии, приёмный брат Вадима                                                         |

### В ролях
| Актёр              | Роль                                                   |
| ------------------ | ------------------------------------------------------ |
| Арсений Робак      | Михаил в молодости                                     |
| Анар Халилов       | Дмитрий в молодости                                    |
| Светлана Корчагина | Дарья в молодости                                      |
| Елизавета Мазалова | Татьяна в молодости                                    |
| Мария Букнис       | мать Тани, тёща Миши                                   |
| Ирина Чипиженко    | Надежда Ивановна бабушка Тани                          |
| Александр Обласов  | Сергеич управляющий фирмы «M&D»                        |
| Евгений Пилипенко  | Иван охранник фирмы «M&D»                              |
| Юлия Томашевская   | Кира подруга Лены                                      |
| Зураб Миминошвили  | Заза врач, новый ухажёр Даши, грузин по национальности |
| Маргарита Шилова   | Нина                                                   |
| Владимир Селезнёв  | частный детектив                                       |

## Список серий

### Сезон 1 (2020)
| № серии | Премьера   | Описание серии |
| ------- | ---------- | --- |
| 1       | 17.02.2020 | Дима и Миша дружат уже более 40 лет, с самого первого осмотра у педиатра, их дружба переросла в дружбу семей, они даже построили свои дома на одном участке. У Димы и его бывшей жены Даши, с которой они в разводе уже полгода — дочь Арина. У Миши и Татьяны два ребёнка — дочь Лена и сын Вадим. Арина и Вадим любят друг друга и они решили пожениться. Во время предсвадебных хлопот Вадим узнаёт, что Дима и его сестра Лена любят друг друга. Против свадьбы Вадима и Арины выступает Даша. Она рассказывает Арине, что Вадим приёмный сын Миши и Тани, а чтобы разубедить дочь жениться на Вадиме, она находит пьяница, которых представляет Арине как настоящих родителей Вадима. Несмотря на это, Арина всё равно хочет выйти замуж за Вадима. Дима желает признаться Мише в своей любви к Лене, но ему не хватает духу, и это осложняется тем, что Миша, упав в воду, временно оглох. |
| 2       | 17.02.2020 | День свадьбы. Даша рассказала своему возлюбленному Ираклию, что Вадим приёмный. Ираклий, не подозревая, что это тайна, во время тоста в честь родителей молодых, раскрывает эту тайну. Арина приглашает вымышленных родителей Вадима на свадьбу, тогда и выясняется, что Даша её обманула. Вадим, не зная, что Миша надел слуховой аппарат, рассказывает отцу о Лене с Димой. Потрясённый ужасной новостью и разочаровавшийся в лучшем друге Миша решает припугнуть Диму, выстрелив в него из ружья. Свадьба срывается. |
| 3       | 18.02.2020 | Вадим забыл отменить второй день свадьбы, который собирался отмечать в компании друзей, и Арина решила притвориться, что в первый день прошло всё хорошо и свадьба состоялась. Второй день решено провести на яхте, подаренной Димой и Мишей. Ираклий пытается помирить Мишу и Диму, но Мишу вся эта ситуация сильно злит и он всё только усугубляет. Арина так же зла на свою подругу Лену за то, что та спит с её отцом. Вадим, пытаясь заступиться за сестру, ссорится с Ариной. Вадим переезжает в дом Димы и Лены, а Арина в дом Миши и Тани. Ночью Михаил строит забор по середине участка. |
| 4       | 18.02.2020 | Михаил решил вернуть все подарки, которые ему дарил Дима за всё время, а Дима решает открыть музей их дружбы. Арина и Дима пытаются привлечь внимания друг друга, портя вещи. Даша пытается рассорить Диму и Лену, но Таня находит способ их помирить. Арина и Вадим тоже мирятся, и Арине становится не удобно перед Мишей, она ощущает себя предательницей. |
| 5       | 19.02.2020 | Сегодня день рождения Миши. Показана история знакомства Миши и Димы с Дашей и Таней. Дима пригласил для Миши солиста его любимой группы «Чайф». Вадим и Арина посещают детский дом, откуда усыновили Вадима и пытаются получить данные о его настоящих родителях, но их нет. |
| 6       | 19.02.2020 | Дима и Миша делят бизнес. Арина и Таня высказали друг другу претензии по поводу того, что им не нравится, план Даши их поссорить провалился. |
| 7       | 20.02.2020 | Дима и Миша продолжают войну в бизнесе, Михаил увёл всех сотрудников у Димы, а Дима запретил Мише производить мебель, которую придумал он. Миша нанимает в качестве дизайнера Дашу, у которой творческий кризис. Вадим и Арина пришли в ЗАГС, чтобы расписаться, но принципиальность Арины привела к тому, что им пришлось спасаться бегством. |
| 8       | 20.02.2020 | Миша и Вадим откапывают самогон, который Миша закопал, когда усыновил Вадима. Лена пригласила Диму на встречу выпускников, на которую Вадим не пошёл с Ариной. Арина на встрече провоцировала бывшего ухажёра Лены Тиму к действиям, что вызвало ревность Дмитрия. Показана история усыновления Вадима, который сам выбрал Таню. Возле дома Вадима околачивается и что-то выискивает подозрительный мужчина. |
| 9       | 25.02.2020 | Миша пытается найти нового друга, который сможет заменить Диму и проводит анкетирование своих сотрудников. Арина и Дима в ЗАГСе узнают, что они расписаны, и подают документы на развод с основанием того, что Вадим бьёт Арину, по этому поводу их навещает участковый. Новый друг Миши не приходит ему на помощь, когда она ему понадобилась, но об этом услышал Дима и решил помочь другу, из-за чего оказался в ситуации, где ему самому потребовалась помощь друга. Миша находит способ производить мебель по моделям Димы. |
| 10      | 25.02.2020 | Даша пытается намекнуть Ираклию о том, что она хочет сделать пластику груди, но он воспринимает это как намёк на свадьбу и делает ей предложение. Дима пытается мотивировать Лену на учёбу, что приводит к их ссоре. |
| 11      | 26.02.2020 | Загадочный мужчина выследил, где работает Вадим. Вадим подрался на работе и этот мужчина довёз его до дома, в нём Таня признала настоящего отца Вадима и припугнула его ружьём. Таня ревнует Мишу и намекает, чтобы он уволил Дашу. Дима и Лена собрались в отпуск, но дальше аэропорта у них уехать не получилось. Вадим устраивает романтичный вечер для Арины в честь пятилетия их отношений, и Миша для Тани, по совету Вадима, устраивает такой же вечер, за что получает нагоняй за оборванные розы в её саду. |
| 12      | 26.02.2020 | Ираклий под разными предлогами получает деньги от Даши, Миши и Димы в общей сумме 9 миллионов рублей и исчезает. Арина и Лена помирились. Мария оставляет записку Вадиму, в которой просит с ним встретиться. Даша возвращается в дом Димы и Лены. |
| 13      | 27.02.2020 | Лене не нравится присутствие Даши в её доме, из-за этого они ругаются с Димой. Вадим встречается с Марией и знакомит её с Ариной. Мария дарит яхту Вадиму. Мама Тани уезжает в отпуск и оставляет бабушку у Тани, Таня оставляет Мишу смотреть за бабушкой. Бабушка пошла выкидывать мусор и потерялась, все сбились с ног её искать. |
| 14      | 27.02.2020 | Миша напился до невменяемого состояния. Он пришёл к Диме и признался в том, что лучше друга у него не было, но на утро Дима вновь услышал, что он «иуда». Даша пытается доказать себе, что она ещё «ого-го» и находит себе молодого альфонса. Выгодное бизнес-предложение заставляет Михаила помириться с Димой, но после похода в баню их война начинается снова. Вадим расстаётся со своей биологической мамой Марией, потому что не хочет расстраивать свою маму Таню. |
| 15      | 02.03.2020 | Мишу пригласили на встречу старых друзей, и ему на фоне жены старого школьного друга стало стыдно за Таню. Он предложил Даше притворится его женой на время вечера, но про это узнаёт Таня и решает прийти на вечер с Димой. Мария приходит в дом к Тане и рассказывает ей о том, что она настоящая мама Вадима, от чего Таня теряет сознание. |
| 16      | 02.03.2020 | Лена хочет машину и пытается намекнуть об этом Диме. Даша находит себе нового ухажёра по имени Заза. Мария оставляет Вадиму крупную сумму денег, на которую Вадим покупает себе машину. Арина заставляет её продать, и Вадим продаёт автомобиль Диме. Лена подумала, что Дима понял её намёки и купил ей машину. Выясняется, что Миша является настоящим отцом Вадима. |
| 17      | 03.03.2020 | Вадим и Лена устроили игру-пари. Они придумывают различные задания. Арина и Дима узнают про замысел и решают наказать шутников, однако шутка заканчивается пожаром, в котором чуть не погибает Вадим. Миша и Дима не решаются рассказать правду о Вадиме всем, но это делает Мария. |
| 18      | 03.03.2020 | Дима и Миша ищут способ как Мише помириться с Таней. Миша идёт на очередной обман, который портит отношения между Димой и Леной. |
| 19      | 04.03.2020 | Дима из-за ссоры с Леной ушёл в запой. Даша пытается помирить Таню и Марию, но её план раскрывается. Дима и Миша разбирают забор. |
| 20      | 04.03.2020 | Свадьба Арины и Вадима проходит в шотландском стиле. Возвращается Ираклий и объясняет всем, что деньги нужны были на дело, и возвращает долг с процентами. Лена и Дима помирились. Таня решает развестись с Мишей. |

### Сезон 2 (2021)
| № серии | Премьера   | Описание серии |
| ------- | ---------- | -------------- |
| 1 (21)  | 26.02.2021 |                |
| 2 (22)  | 26.02.2021 |                |
| 3 (23)  | 05.03.2021 |                |
| 4 (24)  | 05.03.2021 |                |
| 5 (25)  | 12.03.2021 |                |
| 6 (26)  | 19.03.2021 |                |
| 7 (27)  | 19.03.2021 |                |
| 8 (28)  | 26.03.2021 |                |
| 9 (29)  | 26.03.2021 |                |
| 10 (30) | 02.04.2021 |                |
| 11 (31) | 02.04.2021 |                |
| 12 (32) | 09.04.2021 |                |
| 13 (33) | 09.04.2021 |                |
| 14 (34) | 16.04.2021 |                |
| 15 (35) | 16.04.2021 |                |
| 16 (36) | 23.04.2021 |                |
| 17 (37) | 23.04.2021 |                |
| 18 (38) | 26.04.2021 |                |
| 19 (39) | 27.04.2021 |                |
| 20 (40) | 28.04.2021 |                |